# Acrotomodes croceata
Acrotomodes croceata là một loài bướm đêm trong họ Geometridae.